# Yamaha YZR-M1
Yamaha YZR-M1 – prototypowy motocykl zaprojektowany przez Yamaha Motor Company. Poprzednikiem M1 był YZR500, który rozwijano do 2002 roku. Od tamtego czasu YZR-M1 przechodził wiele zmian, co było podyktowane m.in. zmianą pojemności silników (990 cm3, 800 cm3, 1000 cm3).

## Historia

### 2002–2003

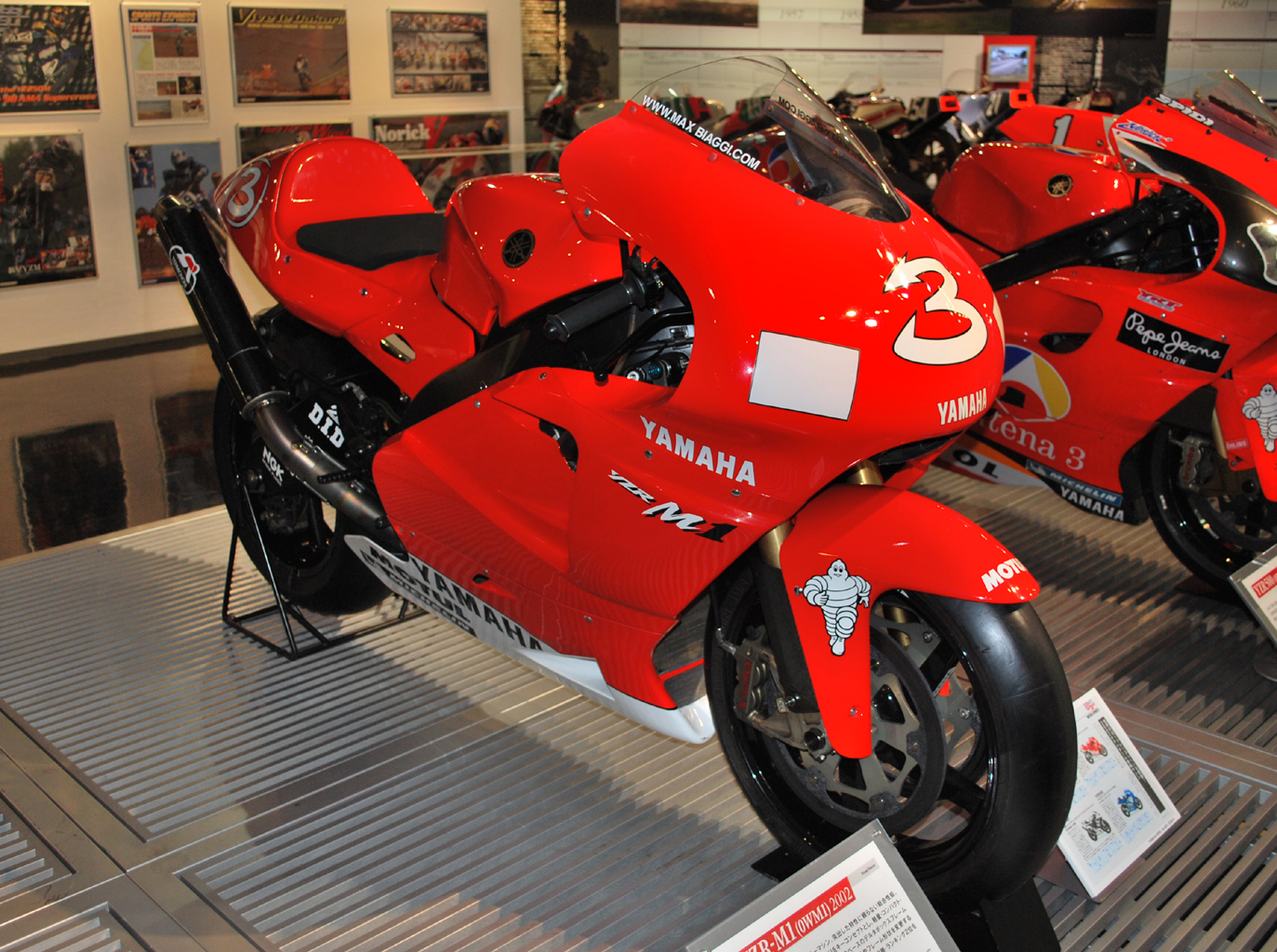
Yamaha YZR-M1 Biaggiego z 2002

od 2002 roku YZR-M1 bierze udział w Motocyklowych Mistrzostwach Świata. Sezon 2002 był pierwszym, w którym rywalizowały czterosuwy (o pojemności 990 cm3) z dwusuwami (pojemność 500 cm3). Yamaha zamieniła swój dotychczasowy motocykl, YZR500 z silnikiem V4, na YZR-M1 z silnikiem L4. Japończycy chcieli w ten sposób wydłużyć wahacz i zmniejszyć rozstaw osi. Starania szły też w kierunku zachowania dobrego prowadzenia, które cechowało poprzednika. Żeby to osiągnąć silnik M1 zaprojektowano tak, aby pasował do ramy podobnej jak ta w YZR500. Przechodziła ona sporo zmian w ciągu sezonu, m.in. zmieniano punkty mocowania silnika, zaprezentowano nową ramę, w której silnik umieszczono nieco wyżej. Uzyskano w ten sposób lepszą sztywność w pionie, która wpływa bezpośrednio na płynniejsze dozowanie momentu obrotowego rzędowej czwórki. Warto też wspomnieć o tym, że pierwsza M1 nie posiadała elektronicznego wtrysku paliwa. Jednostka napędowa nie wykorzystywała też pełnej pojemności (942 cm3), która była dozwolona dla tych motocykli zgodnie z regulaminem mistrzostw. Pod koniec sezonu podwyższono ją do 990 cm3. Jednym z ważniejszych elementów było wykorzystanie elektronicznego sprzęgła.
Kierowcami, którzy uczestniczyli w rozwoju maszyny, byli m.in.: Włoch Max Biaggi, Amerykanin John Kocinski oraz Japończycy - Norihiko Fujiwara i Kyoji Namba. W pełnym sezonie zawodnikami fabrycznymi byli: Biaggi i Carlos Checa; pod koniec 2002 dołączyli do nich także Norifumi Abe, Olivier Jacque i Shinya Nakano. Biaggi, któremu udało się wygrać dwa wyścigi, zakończył rok na drugim miejscu w klasyfikacji generalnej, 140 punktów za Valentinem Rossim.
W 2003 silnik posiadał już wtrysk paliwa (dwa wtryskiwacze na cylinder), powiększono chłodnicę, dotychczasowy system hamowania silnikiem zastąpiono systemem ICS (Idle Control System) – używał on serwomechanizmów aby dostosować otwieranie zaworów dławiących w dwóch z czterech cylindrów opierając się na danych wejściowych przesyłanych przez ECU, uzyskując tym samym lepsze rezultaty podczas hamowania oraz zakrętów; poprawiono wzdłużną i skrętną sztywność ramy, a nowy pakiet aerodynamiczny polepszył właściwości skrętne i umożliwił osiąganie większych prędkości maksymalnych (zanotowano 320 km/h podczas testów). Kierowcami zespołu byli Carlos Checa, Alex Barros, Olivier Jacque, Marco Melandri, Shinya Nakano i Norifumi Abe. Yamaha nie zanotowała żadnego zwycięstwa (tylko jedno podium Alexa Barrosa we Francji), a w klasyfikacji konstruktorów zajęła dopiero 3 miejsce (za Hondą i Ducati).

### 2004–2005

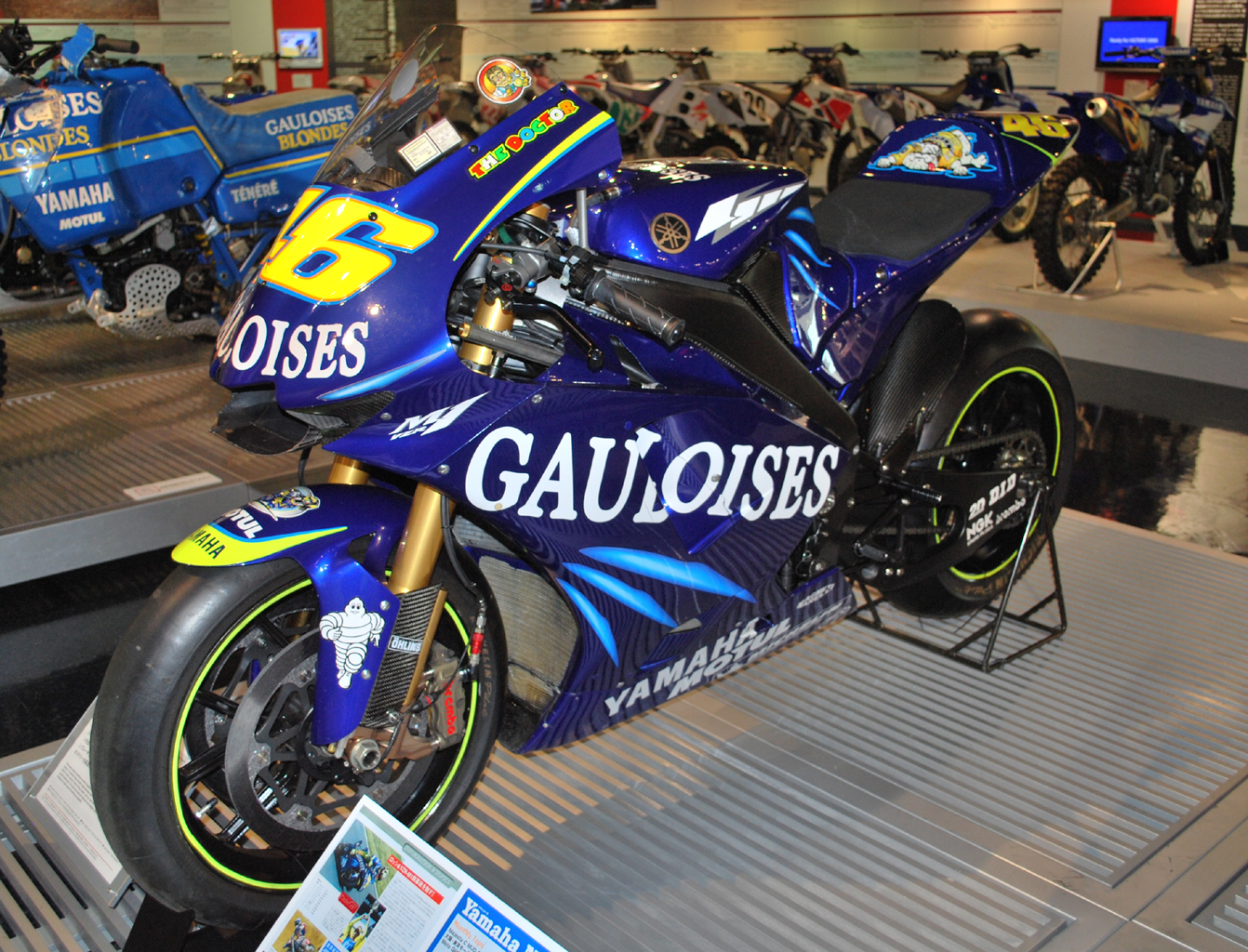
Yamaha YZR-M1 Valentino Rossiego z 2004

W tym okresie nastąpiły największe zmiany dla projektu M1. Zatrudniono trzykrotnego mistrza świata, Valentino Rossiego, który przyszedł z Hondy. Włoch zabrał ze sobą także renomowanego szefa mechaników - Australijczyka Jeremiego Burgessa i resztę swojej poprzedniej ekipy z Hondy. Yamaha chciała podtrzymać mocne strony swojej konstrukcji, czyli szybką i płynną zmianę kierunków oraz dobre hamowanie próbując jednocześnie osiągnąć lepsze osiągi. Przy ciągłych wskazówkach ze strony Burgessa i Rossiego, lider projektu M1, Koichi Tsuji, eksperymentował z różnymi konfiguracjami silnika aby poprawić oddawanie mocy. Ostatecznie zdecydowano się używać 4 zaworów na cylinder, nie jak poprzednio 5. Zastosowano też inną kolejność zapłonu silnika. Spowodowało to, że jednostka nie zachowywała się jak tzw. "screamer", gdzie zapłony na kolejnych cylindrach następują co 180 stopni obrotu wału korbowego, ale jak tzw. "long bang", gdzie zapłon następuje nierównomiernie (270-180-90-190). Starano się w ten sposób maksymalnie zbliżyć do charakterystyki zapłonu silnika V4, zachowując jednocześnie kompaktowe gabaryty rzędowej czwórki. Wszystkie te nowości poprawiły moment obrotowy maszyny, a optymalna pozycja silnika w ramie pozwoliła na lepsze oddanie mocy podczas wyjść z zakrętów unikając przy tym tarć wewnętrznych jednostki napędowej w szczytowych momentach.
Po wytężonych pracach zimą w fabryce, jak i na torze, zespół odniósł swój pierwszy sukces podczas oficjalnych, przedsezonowych testów IRTA w Barcelonie, gdzie Rossi zaliczył najszybsze okrążenie, zgarniając tym samym samochód marki BMW jako nagrodę. Sezon 2004 nie rozpoczął się tradycyjnie od Grand Prix Japonii na torze Suzuka ze względów bezpieczeństwa, ale w Południowej Afryce, w obiekcie Welkom. Po fantastycznym wyścigu triumfował Valentino Rossi. Przeszedł tym samym do historii jako pierwszy zawodnik, który zwyciężył wyścig po wyścigu dosiadając motocykli dwóch różnych marek (w tym przypadku Hondy i Yamahy). W ciągu całego sezonu stawał na najwyższym stopniu podium aż 8 razy zgarniając tytuł mistrza świata z dorobkiem 304 punktów. Wicemistrzem został Sete Gibernau z 257 pkt., a trzecie miejsce zajął Max Biaggi z 217pkt. (obaj Honda).
YZR-M1 i Rossi zdominowali sezon 2005, kiedy to Włoch miał przewagę aż 147 punktów nad swoim rodakiem Marco Melandrim, a sam Rossi przyznał później, że motocykl z 2005 r. był najlepszym, jakim kiedykolwiek jeździł. Zastosowano dla tej konstrukcji nowy, bardziej zwarty silnik, skrócono suw i średnicę cylindra, zmieniono kształt baku paliwa (co dało lepszy rozkład masy), poprawki w aerodynamice pozwoliły na osiąganie lepszych prędkości maksymalnych o średnio 5km/h, wpłynęło to również na mniejsze zużycie paliwa.

### 2006

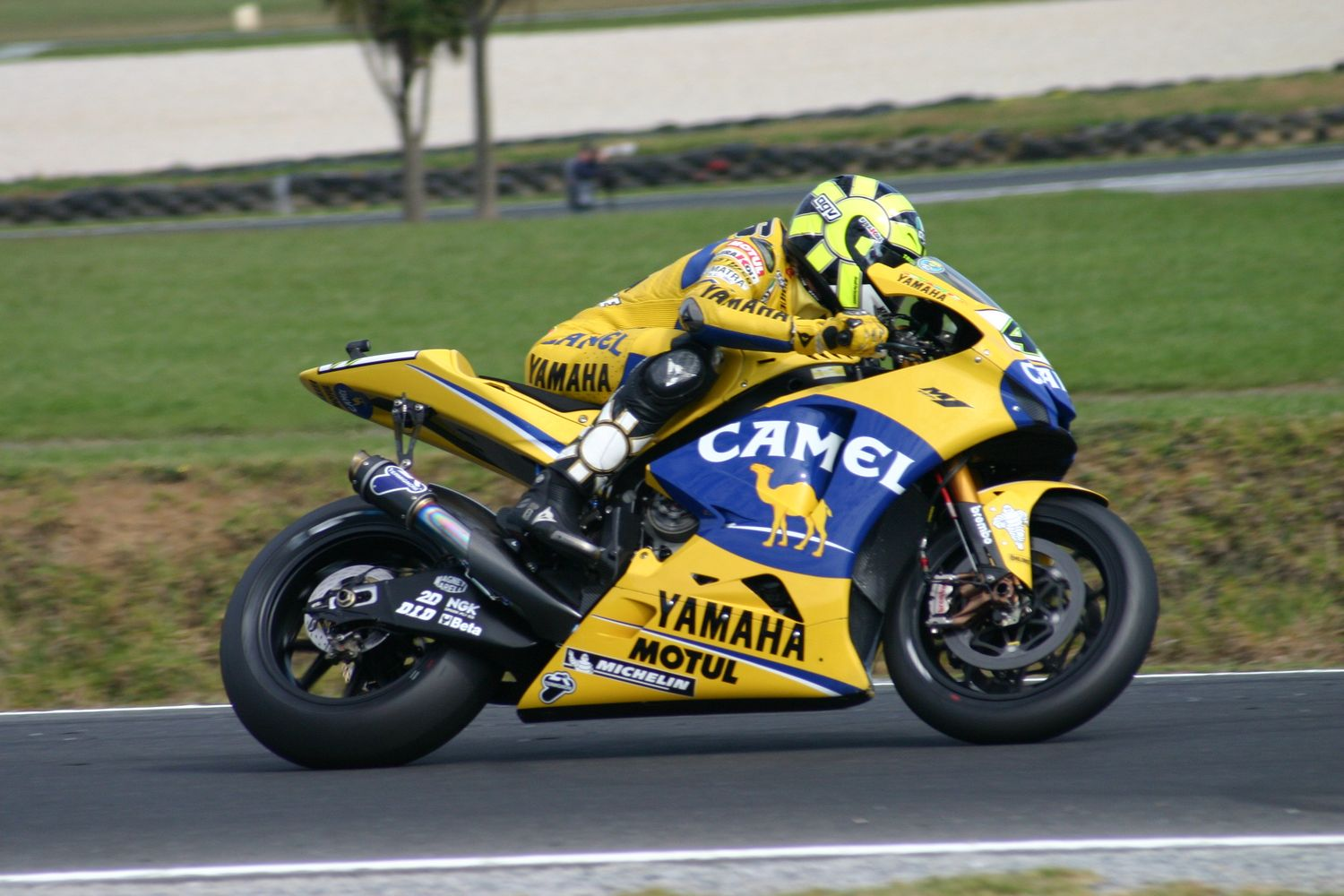
Yamaha YZR-M1 2006

Sezon 2006 był już bardziej problematyczny dla zespołu Yamahy, co pokazał początek zmagań, kiedy zawodnicy skarżyli się na notoryczne problemy z chatteringiem. Winy doszukiwano się w 3 obszarach konstrukcji, które podczas zimowej przerwy zostały zmodyfikowane. Chodziło o znaczący przyrost mocy silnika, sztywniejszą ramę oraz nową konstrukcję opon Michelin. Te czynniki spowodowały, że start zmagań w wykonaniu Rossiego nie należał do zbyt udanych. Słabsze starty w kwalifikacjach i kontuzja nadgarstka w późniejszej części sezonu przepełniły czarę goryczy, jednak zbliżając się do końca mistrzostw większość problemów z M1 wyeliminowano, a Rossiemu udało się zniwelować dużą stratę punktową do Amerykanina Nickiego Haydena. Cała praca poszła na marne, kiedy w ostatnim wyścigu sezonu Włoch przewrócił się i stracił swoją przewagę nad Haydenem, który zdobył tytuł mistrza wyprzedzając Rossiego o 5 punktów. W modelu z 2006 wprowadzono po raz pierwszy system fly by wire - pozwalał on na lepszą kontrolę momentu obrotowego, hamowania silnikiem oraz opanowanie tzw. wheelie (kiedy motocykl wstaje na tyle koło przy gwałtownym odkręceniu manetki gazu).

### 2007

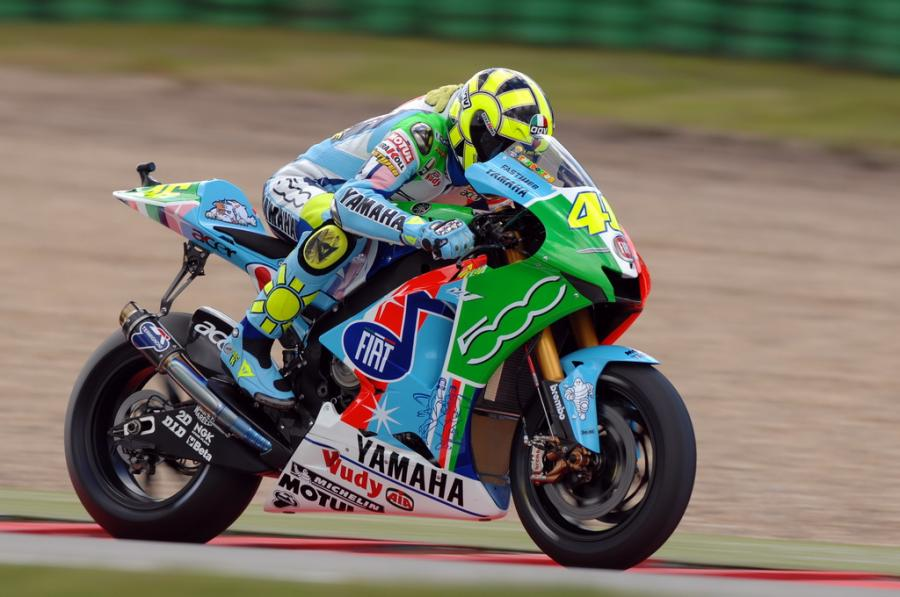
YZR-M1 ze specjalnym malowaniem podczas TT Assen 2007

Na następny rok przewidziano zmianę pojemności silników z 1000 cm3 do 800 cm3. Zrobiono tak, ponieważ prędkości osiągane przez maszyny jednolitrowe były za duże. Już podczas przedsezonowych testów nowy model M1 okazał się szybszy od swojego poprzednika. Zmiana pojemności pozwalała na późniejsze hamowanie, motocykl lepiej skręcał i osiągał większe prędkości w zakrętach, polepszyła się też trakcja, wyeliminowano chattering, który był wielkim problem poprzedniej konstrukcji, zmniejszono rozmiar i wagę silnika zmieniono (8 mm węższy, 18 mm niższy, 5 mm pomiędzy osiami, 3,5 kg lżejszy). W ciągu sezonu wprowadzono 7 modyfikacji aby polepszyć o 4% moc wyjściową, zużycie paliwa zmalało o 3%. Podczas Grand Prix Mugello zastosowano nowy przedni widelec. Wszystko to jednak nie pomogło Rossiemu odzyskać upragnionego tytułu - Włoch zajął dopiero trzecie miejsce w klasyfikacji generalnej, przegrywając z Caseyem Stonerem (Ducati) i Danim Pedrosą (Honda). Jego partner, Amerykanin Colin Edwards, finiszował na 9 miejscu.

### 2008

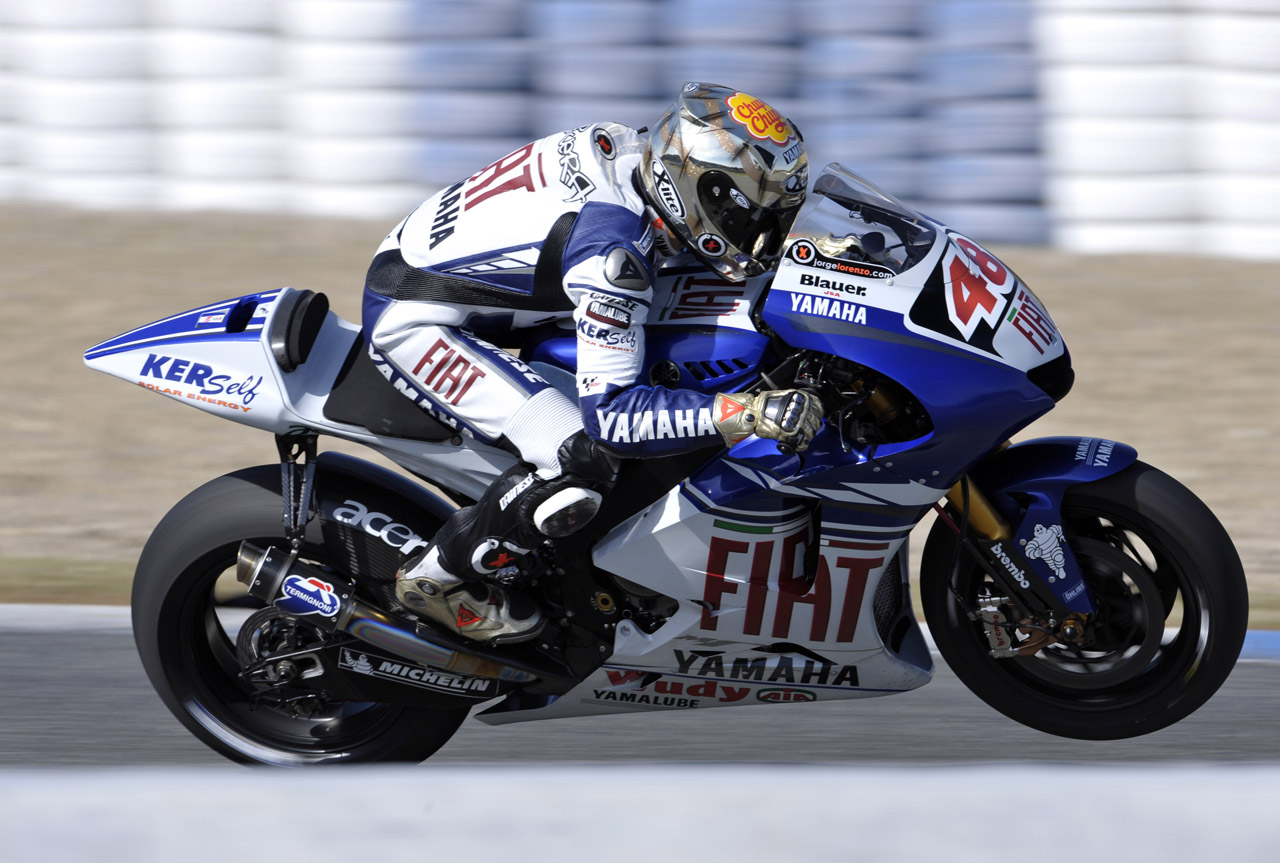
Jorge Lorenzo na Yamasze z 2008

Poprawiono rozkład masy motocykla uzyskując większe prędkości w zakrętach. Rama zyskała lepszą sztywność (wzrost 20% wzdłużnej i 10% skrętnej, redukcja bocznej o 10%), lepszy przepływ powietrza pozwolił zredukować temperatury cieczy chłodzącej silnik o 10%, a temperaturę oleju o 15% zwiększając tym samym ogólną wydajność jednostki napędowej. Chyba najistotniejszą innowacją była zamiana zaworów ze sprężynowych na pneumatyczne - te drugie były o 40% lżejsze od poprzedników. Nowości dotyczyły także smarowania, co obniżyło tarcie. Udoskonalono elektronikę - dodano możliwość obliczania optymalnego momentu obrotowego bazując na danych wejściowych z przyspieszenia, skoku zawieszenia, funkcji żyroskopu; dodatkowo informacje o kącie nachylenia i tarciu opon pozwoliły ulepszyć kontrolę trakcji i wydajność ogumienia. Model z 2008 był uznany zgodnie przez wszystkich za najlepszą maszynę całego sezonu, Rossi zdobył tytuł mistrza świata z rekordową przewagą, natomiast jego kolega zespołowy, debiutant Jorge Lorenzo, zaliczył 1 zwycięstwo w Grand Prix Portugalii i 6 razy stawał na podium.

### 2009
Celem rozwoju kolejnej M1 była m.in. poprawa wydajności opon, mniejsze zużycie paliwa, większa moc. Musiano też dostosować się do nowego regulaminu dotyczącego ilości dostępnych opon, które można było użyć w czasie weekendu, a także ilości jednostek napędowych dostępnych na cały sezon. By zoptymalizować rozkład masy wydłużono rozstaw osi, obniżono środek ciężkości zawodnika, a pozycję na motocyklu przesunięto bardziej do przodu. Skorygowano wzdłużną, skrętną i boczną sztywność ramy, również zmodyfikowano jej kształt w celu większej stabilności podczas hamowania i jazdy w zakrętach. Przekształcono wygląd komory spalania, co razem z ulepszonym chłodzeniem skutkowało obniżeniem temperatur tłoków, które od teraz wytrzymywały podwójnie dłuższe przebiegi bez znaczącego spadku wydajności. 

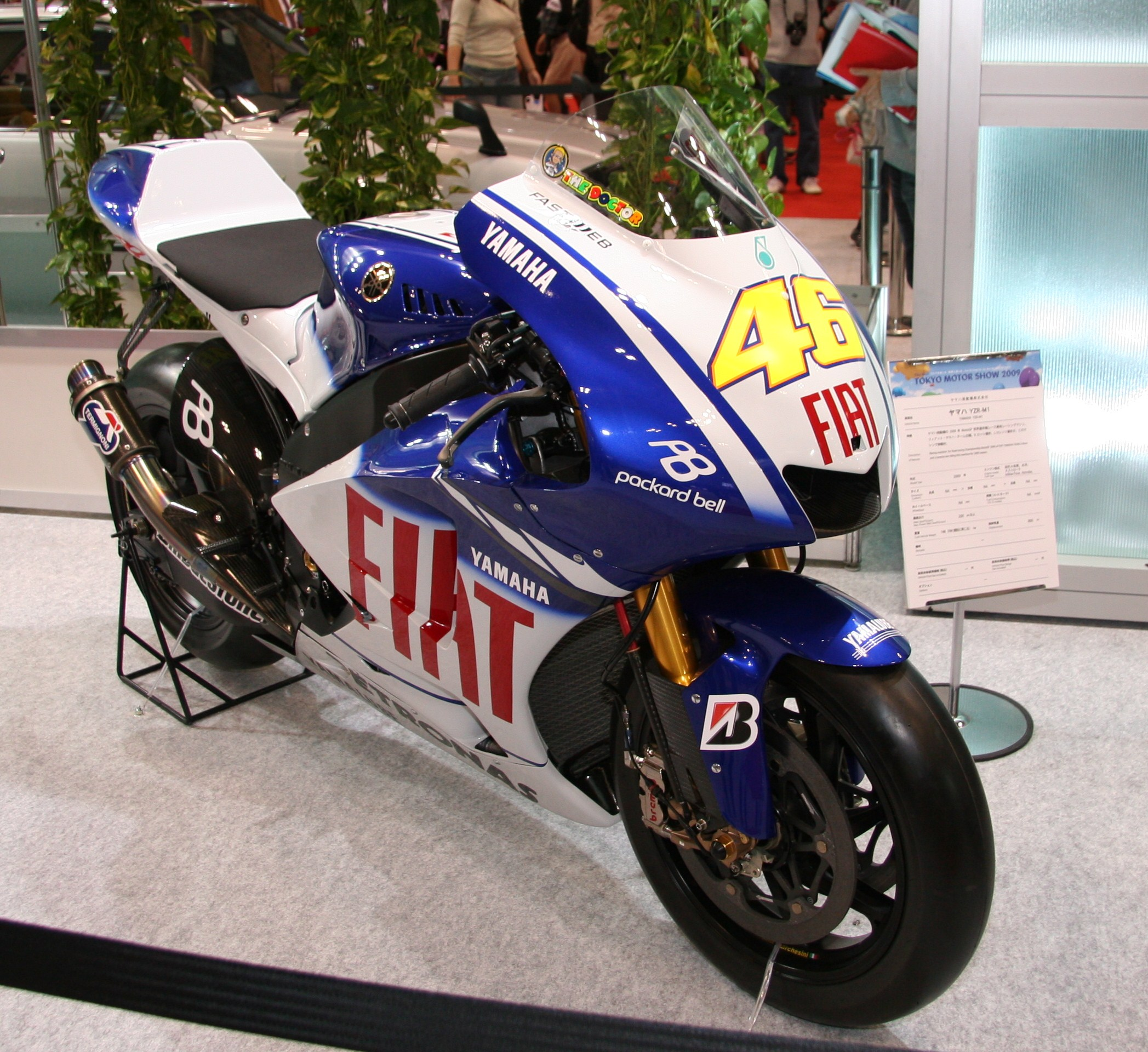
M1 Rossiego z 2009 roku

Rossi kolejny raz sięgnął po tytuł mistrzowski, wicemistrzem został jego kolega zespołowy Jorge Lorenzo, a Yamaha zgarnęła potrójną koronę zwyciężając klasyfikację zespołową i konstruktorów.

### 2010

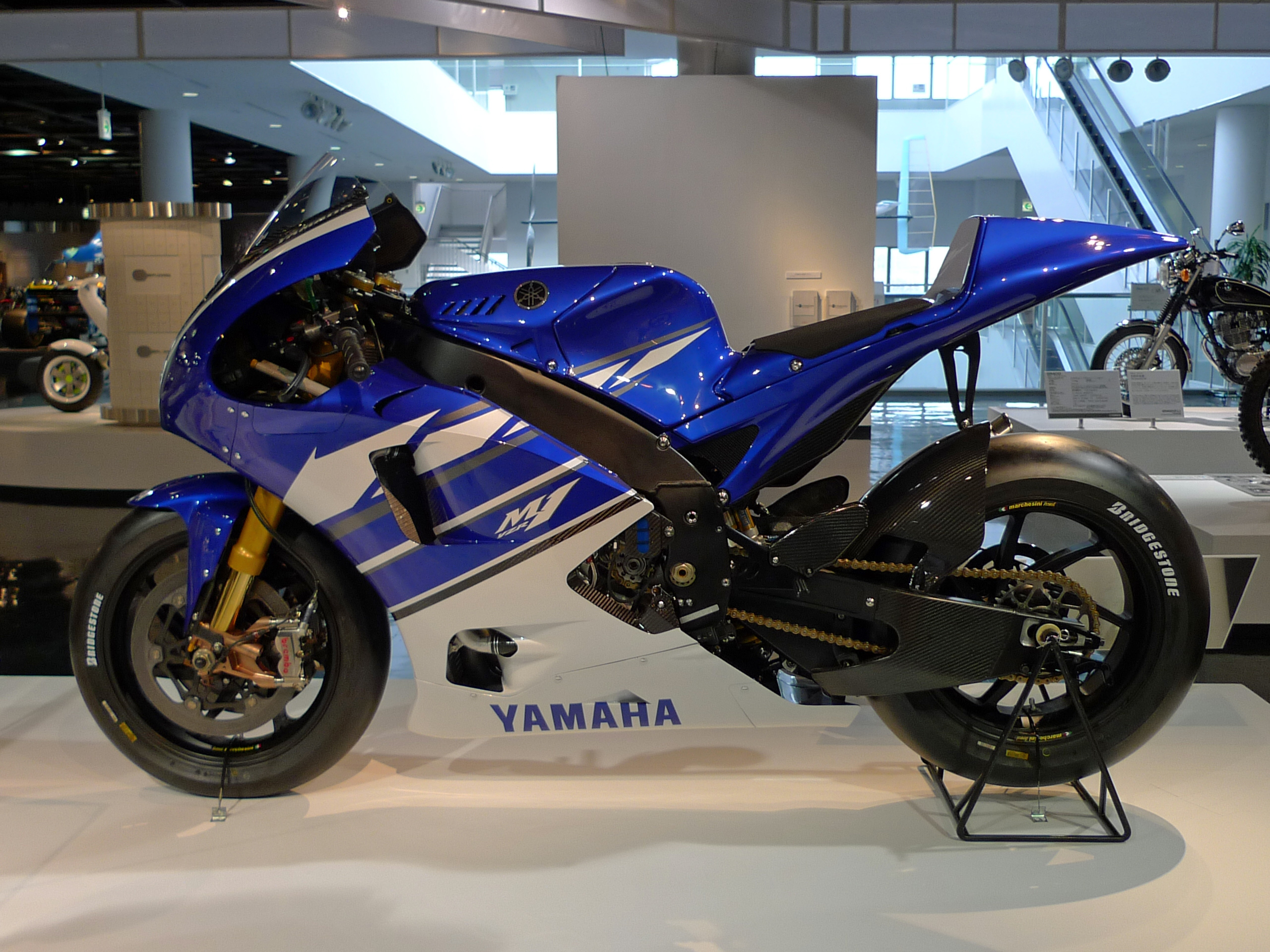
Yamaha M1 2010

Zakładano poprawę przede wszystkim w obszarach ramy, silnika i elektroniki. Zmianami objęto także owiewki (konkretnie ich kształt) oraz boczne wloty powietrza, aby usprawnić chłodzenie. Rezultatem było obniżenie temperatury cieczy chłodzącej i oleju. Co do samej konstrukcji ramy, wprowadzono inne punkty mocowania jednostki napędowej, a także zwiększono elastyczność boczną ramy. Korekty regulaminu mistrzostw wymusiły na inżynierach prace w kierunku zwiększenia żywotności silników do ponad 2000 km.
Yamaha po raz trzeci z rzędu zdobyła potrójną koronę, a Hiszpan Jorge Lorenzo triumfował w klasyfikacji generalnej zawodników z przewagą 148 pkt. nad swoim rodakiem Danim Pedrosą (Repsol Honda).

### 2011
Kierowcami zespołu byli Jorge Lorenzo i Ben Spies. Amerykanin zastąpił odchodzącego do Ducati Valentina Rossiego. Inną ważną osobą, która odeszła z zespołu, był Japoński inżynier Masao Furusawa odpowiedzialny m.in. za wprowadzenie wału korbowego typu cross-plane (wykorbienia rozstawione co 90 stopni, a dokładnie 0-90-270-180), co znacząco osłabiło rozwój konstrukcji. Już po kilku wyścigach Lorenzo zdecydował się wrócić do rozwiązań z 2010 roku, używając starej ramy i wahacza. Problemem była też słabsza trakcja - po części wynikało to z udostępnienia przez firmę Bridgestone bardziej miękkich tylnych opon, ale także problemów z unoszeniem się przedniego koła na wyjściach z zakrętów. Lorenzo ostatecznie przegrał batalię o mistrzostwo z Australijczykiem Caseyem Stonerem, po drodze 3 razy stając na najwyższym stopniu podium. Yamaha poniosła też porażkę w klasyfikacji konstruktorów, gdzie wyprzedziła ją Honda. rok 2011 był ostatnim rokiem dla pojemności 800 cm3.

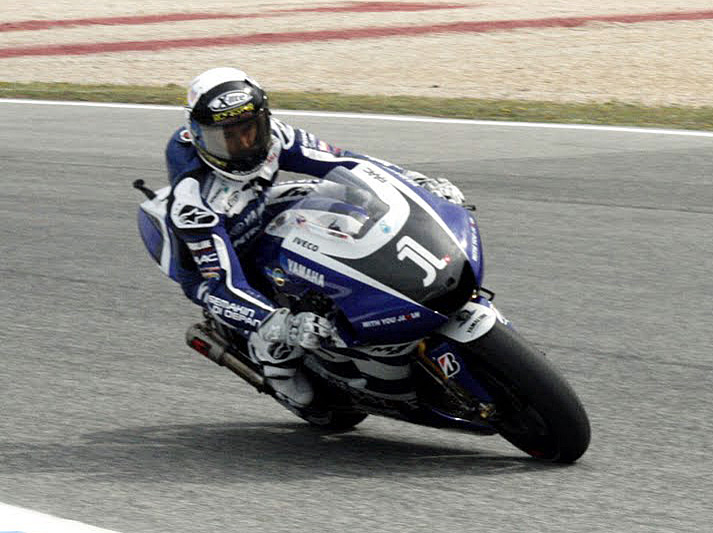
Lorenzo i jego M1 z 2011 podczas Grand Prix Portugalii

### 2012
Nowe przepisy i powrót do pojemności 1000 cm3 były dla Yamahy bardzo na rękę, ponieważ pozwoliły na ograniczenie słabych punktów motocykla. Większa pojemność i fizyczny rozmiar silnika, połączone z zastosowaniem w tym roku bardziej miękkich przednich opon, wymusiły zwiększenie rozstawu osi, a także delikatną zmianę rozkładu masy i jej przeniesienie na przednią oś. To pomogło nie tylko jeśli chodzi o trakcję tylnego koła i ograniczenie unoszenia się przodu na wyjściach z zakrętów, ale wspomogło także chłodzenie. Udało się zachować mocne strony, czyli świetne prowadzenie oraz stabilność podczas ostrego hamowania i pokonywania zakrętów z dużymi prędkościami w złożeniu, jednocześnie poprawiono słabe punkty, czyli trakcję i chęć do stawiania motocykla na koło. Inżynierowie byli także w stanie wykrzesać z nowego silnika nieco więcej mocy.

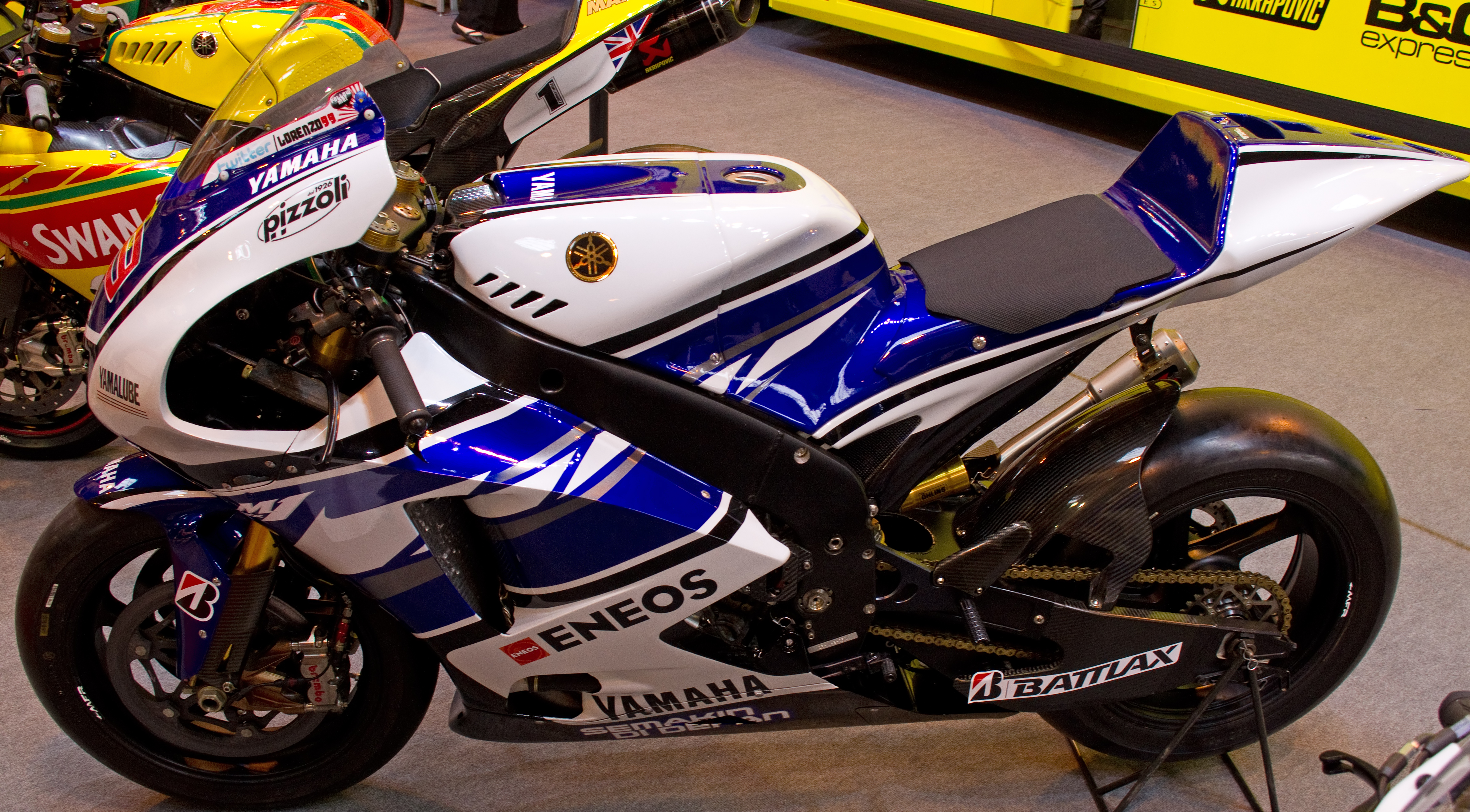
YZR-M1 2012

Od strony elektroniki skupiono się na poprawie systemu „wheelie control”, kontroli trakcji oraz systemu "slide control". Sposób oddawania mocy był w roku 2012 płynniejszy, dzięki czemu przednie zawieszenie pracowało spokojniej. Prędkość maksymalna w całym sezonie wzrosła średnio o 11 km/h w porównaniu do poprzedniego roku, co przełożyło się na lepsze czasy okrążeń. Jorge Lorenzo powrócił na szczyt odbierając koronę Stonerowi. Yamaha przegrała jednak w klasyfikacji konstruktorów z Hondą, co było głównie spowodowane chronicznymi problemami motocykla drugiego kierowcy stajni, Bena Spiesa.

### 2013

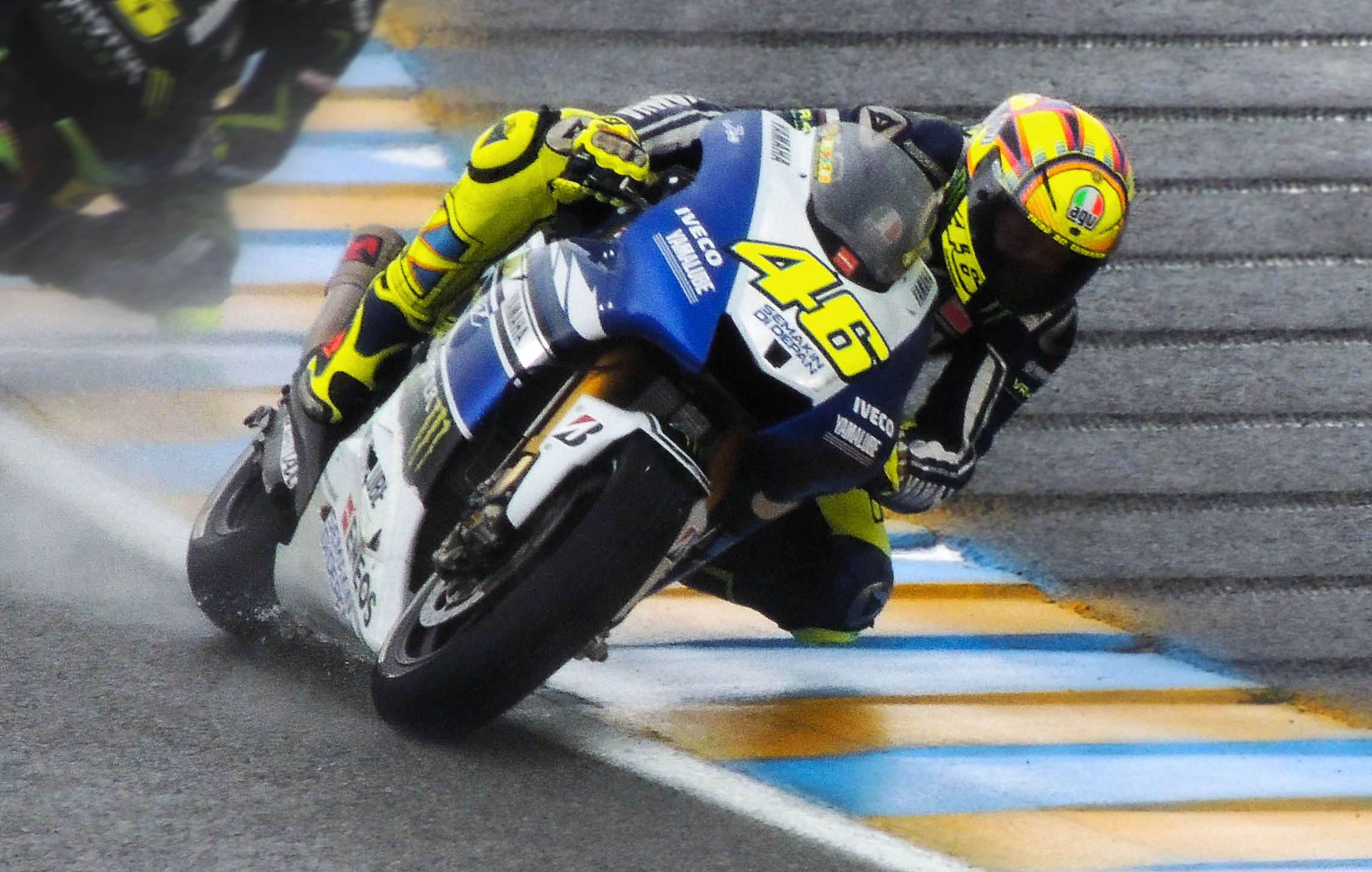
Valentino Rossi z powrotem na Yamasze w 2013

Kolejne korekty regulaminu uwzględniały zwiększenie minimalnej masy motocykla ze 157 do 160 kg. Do Yamahy powrócił Włoch Valentino Rossi, który ostatnie dwa lata spędził w Ducati. Firma przygotowała szereg zmian, aby po raz kolejny móc walczyć o najwyższe cele. Rama została znacząco przeprojektowana. W środku sezonu, podczas testów w Brnie, testowano nową skrzynię biegów, tzw. seamless shift transmission, która potem na stałe zagościła w motocyklach Lorenzo i Rossiego. Bak paliwa przesunięto bardziej do tyłu. Nie udało się obronić tytułu mistrzowskiego Jorge Lorenzo. Hiszpan podczas TT Assen zaliczył bardzo groźny upadek łamiąc obojczyk, co zdecydowanie utrudniło walkę z Markiem Márquezem (Honda RC213V), który jako debiutant wygrał całe zmagania. Lorenzo musiał zadowolić się drugim miejscem. Tymczasem Rossi zaliczył tylko jedno zwycięstwo, właśnie na torze w Assen, Yamaha zajęła 2 miejsce w klasyfikacji konstruktorów, tradycyjnie za Hondą.